# Amtgraben
Der Amtgraben ist ein Meliorationsgraben und linker Zufluss des Großbeerener Grabens in Brandenburg. Er wird im Fließgewässerverzeichnis des Ministeriums für Ländliche Entwicklung, Umwelt und Landwirtschaft des Landes Brandenburg als Amtsgraben geführt. Mit einer Länge von rund 12 km ist er einer der längsten Flüsse im Landkreis Teltow-Fläming.

## Verlauf
Der Graben beginnt auf einer Wiese nördlich des ehemaligen Flugplatzes Sperenberg, der nordöstlich der Gemeinde Nuthe-Urstromtal und nordwestlich der Gemeinde Sperenberg liegt. Er entwässert dort einige landwirtschaftlich genutzte Flächen und verläuft vorzugsweise in nordöstlicher Richtung. Nach wenigen hundert Metern fließen von links der Moorgraben und kurz darauf von rechts der Sperrgebietsgraben (GKZ 5846812) zu. Östlich von Wiesenhagen schwenkt er in nördliche Richtung; dort fließt von Westen kommend der Kesselgraben zu; nach weiteren rund 720 m ebenfalls von Westen der Luchgraben, nach weiteren 400 m der Grenzgraben sowie erneut nach rund 400 m der Quergraben. Von Osten laufen in diesem Bereich der Buschgraben, der Alexanderdorfer Graben und der Jährlingsgraben zu.
Der Graben verläuft weiterhin in nördlicher Richtung zwischen der von Osten heranführenden Landstraße 70 sowie der von Westen heranführenden Bundesstraße 101 zu. Nach rund einem Kilometer befindet sich ein Staubecken; schließlich unterquert er nach weiteren 1,8 km die Landstraße 70 bei Kummersdorf. Der Graben verläuft parallel zur Bundesstraße 101 und unterquert nach rund 1,6 m die Bundesstraße 246, die in diesem Bereich in West-Ost-Richtung verläuft. Anschließend fließt er rund 1,6 km in nordnordöstlicher Richtung entlang der B 101. Nordöstlich von Trebbin fließt von Osten kommend der Christinendorfer Grenzgraben zu. Er schwenkt nun in nordöstlicher Richtung und entwässert nach rund 1,9 km südlich von Thyrow in den Großbeerener Graben.